# Bratříčku, kde jsi?
Bratříčku, kde jsi? (anglicky O Brother, Where Art Thou?; 2000) je americký kriminální film z roku 2001. Jedná se o další počin z dílny proslulých filmových tvůrců Joela Coena a Ethana Coena. Film je založen na příběhu pocházejícím ze starořeckého eposu Odysseia řeckého básníka Homéra. Je v něm vyprávěn příběh tří trestanců (Everett, Pete a Delmar), kteří se po útěku z vězení ubírají k místu, kde jeden z nich (Everett, hraje George Clooney) zakopal před uvězněním poklad. Ve filmu se v přeneseném významu objevuje mnoho postav inspirovaných starověkou básní, ovšem už nikoliv v mytických dobách Starověkého Řecka, nýbrž na americkém jihozápadě ve státě Mississippi v dobách hospodářské krize 30. let.

## Zajímavosti
- Celý film byl post-produkčně upraven digitálními technologiemi tak, že získal nažloutlý sepiový odstín
- Film má spojitost s klasickou komedií Prestona Sturgese Sullivan's Travels, v níž se postava režiséra snaží vytvořit pod názvem Bratříčku, kde jsi? film s důležitým posláním pro lidstvo.